# Nagyváradi törvényszék
A nagyváradi törvényszék műemlék épület Romániában, Bihar megyében. A romániai műemlékek jegyzékében a BH-II-m-B-01067 sorszámon szerepel.